# 30536 Erondon
30536 Erondon este o planetă minoră (asteroid), cu un diametru de 4,956 km, din centura de asteroizi. A fost descoperită pe 17 iulie 2001 la Stația Anderson Mesa de Lowell Observatory Near-Earth-Object Search și a fost numită după Eduardo Rondón⁠(d). 
Obiectul prezintă o orbită caracterizată de o semiaxă mare de 2,7808544 UAi, o excentricitate de 0,17, o înclinație de 7,97247 ° în raport cu ecliptica.